# Чемпіонат світу з трекових велоперегонів 2011
Чемпіонат світу з трекових велоперегонів 2011 проходив з 23 по 27 березня 2011 року в Апелдорні, Нідерланди на  Omnisport Apeldoorn Velodrome. Всього у змагання взяли участь 330 спортсмени з 40 країн, які розіграли 19 комплектів нагород — 10 у чоловіків та 9 у жінок. 

## Медалісти

### Чоловіки
| Дисципліна                         | Золото                                                                   | Срібло                                                                         | Бронза                                                                           |
| Спринт                             | Джейсон Кенні                                                            | Кріс Гой                                                                       | Мікаель Бурґен                                                                   |
| Гіт (1 км)                         | Штефан Німке (1:00.793)                                                  | Тен Мюлдер (1:01.179)                                                          | Франсуа Перві (1:01.228)                                                         |
| Індивідуальна гонка переслідування | Джек Бобрідж (4:21.141)                                                  | Джессі Сарджент (4:23.865)                                                     | Майкл Гепберн (4:22.553)                                                         |
| Командна гонка переслідування      | Австралія Джек Бобрідж Роан Денніс Люк Дарбрідж Майкл Гепберн (3:57.832) | Росія Олексій Марков Євгеній Ковальов Іван Ковальов Олександр Сєров (4:02.229) | Велика Британія Стівен Берк Семюел Гаррісон Пітер Кенно Ендрю Теннант (4:02.781) |
| Командний спринт                   | Німеччина Рене Ендерс Максиміліан Леві Штефан Німке (44.483)             | Велика Британія Метью Кремптон Кріс Гой Джейсон Кенні (44.235)                 | Австралія Ден Елліс Метью Ґлетцер Джейсон Ніблетт (45.241)                       |
| Кейрін                             | Шейн Перкінс                                                             | Кріс Гой                                                                       | Тен Мюлдер                                                                       |
| Скретч                             | Куок Хо Тінг                                                             | Елія Вівіані                                                                   | Морган Кнайскі                                                                   |
| Гонка за очками                    | Едвін Авіла (33)                                                         | Камерон Меєр (25)                                                              | Морган Кнайскі (23)                                                              |
| Медісон                            | Австралія Лі Ховард Камерон Меєр (8)                                     | Чехія Мартін Блага Їржі Гохманн (1)                                            | Нідерланди Тео Бос Петер Шеп (21) -1 коло                                        |
| Омніум                             | Майкл Фрайберг (34)                                                      | Шейн Арчболд (38)                                                              | Гейс Ван Хукке (41)                                                              |

### Жінки
| Дисципліна                         | Золото                                                          | Срібло                                                     | Бронза                                                          |
| Спринт                             | Анна Мірс                                                       | Сімона Крупекайте                                          | Вікторія Пендлтон                                               |
| Гіт (500 м)                        | Ольга Панаріна (33.896)                                         | Сенді Клер (33.919)                                        | Міріам Вельте (34.496)                                          |
| Індивідуальна гонка переслідування | Сара Гаммер (3:32.933)                                          | Елісон Шенкс (3:33.229)                                    | Вілія Серейкайте (3:37.643)                                     |
| Командна гонка переслідування      | Велика Британія Лора Тротт Венді Гувенаґел Дені Кінг (3:23.419) | США Сара Гаммер Дотсі Бош Дженні Рід (3:25.308)            | Нова Зеландія Кейті Бойд Джеймі Нільсен Елісон Шенкс (3:24.065) |
| Командний спринт                   | Австралія Каарле Маккалох Анна Мірс (33.237)                    | Велика Британія Вікторія Пендлтон Джессіка Варніш (33.525) | КНР Гун Цзіньцзє Гуо Шуан (33.586)                              |
| Кейрін                             | Анна Мірс                                                       | Ольга Панаріна                                             | Клара Санчес                                                    |
| Скретч                             | Маріанне Вос                                                    | Кетрін Бейтс                                               | Дені Кінг                                                       |
| Гонка за очками                    | Тетяна Шаракова (30)                                            | Ярміла Махачова (20)                                       | Джорджія Бронзіні (14)                                          |
| Омніум                             | Тара Віттен (23)                                                | Сара Гаммер (31)                                           | Кірстен Вілд (42)                                               |

## Загальний медальний залік
| Місце  | Країна          | Золото | Срібло | Бронза | Загалом |
| ------ | --------------- | ------ | ------ | ------ | ------- |
| 1      | Австралія       | 8      | 2      | 2      | 12      |
| 2      | Велика Британія | 2      | 4      | 3      | 9       |
| 3      | Білорусь        | 2      | 1      |        | 3       |
| 4      | Німеччина       | 2      |        | 1      | 3       |
| 5      | США             | 1      | 2      |        | 3       |
| 6      | Нідерланди      | 1      | 1      | 3      | 5       |
| 7      | Канада          | 1      |        |        | 1       |
| 7      | Колумбія        | 1      |        |        | 1       |
| 7      | Гонконг         | 1      |        |        | 1       |
| 10     | Нова Зеландія   |        | 3      | 1      | 4       |
| 11     | Чехія           |        | 2      |        | 2       |
| 12     | Франція         |        | 1      | 5      | 6       |
| 13     | Італія          |        | 1      | 1      | 2       |
| 13     | Литва           |        | 1      | 1      | 2       |
| 15     | Росія           |        | 1      |        | 1       |
| 16     | Бельгія         |        |        | 1      | 1       |
| 16     | КНР             |        |        | 1      | 1       |
| Всього | Всього          | 19     | 19     | 19     | 57      |